# ラムジー島
ラムジー島（英語: Ramsey Island、ウェールズ語: Ynys Dewi）は、南西ウェールズのペンブルックシャーにあるセント・ブライズ湾の北側のセント・デイヴィッズ・ヘッドからおよそ 1キロメートル (0.6 mi) (約700m) 沖の島であり、セント・デイヴィッズと大聖堂構内からのコミュニティ (St Davids and the Cathedral Close) に位置する。最寄りの大きな居住地はシティのセント・デイヴィッズとなる。
ラムジー (Ramsey) は、スカンディナヴィア (Norse) の古ノルド語の Hrafn （英: Raven）により、‘Hrafn's island’ 「ワタリガラスの島」の意となる。ウェールズ語においては、島はウェールズの守護聖人である聖デイヴィッド（ウェールズ語: Dewi Sant、聖デウィ）にちなんで名付けられている。島は聖デイヴィッドの告白者、聖ユスティニアンの住居でもあった。
ラムジー島は、面積 281.58ヘクタール (695.8エーカー)、長さ約 2.4キロメートル (1.5 mi) 、幅は平均約 0.8キロメートル (0.5 mi) で、最高地点は海抜約 136メートル (446 ft) の Carnllundain であり、HuMP とされている。ウェールズの島のうち4番目に大きな島であり、数多くの小島およびタイダル・アイランドや岩礁に囲まれている。

## 地質

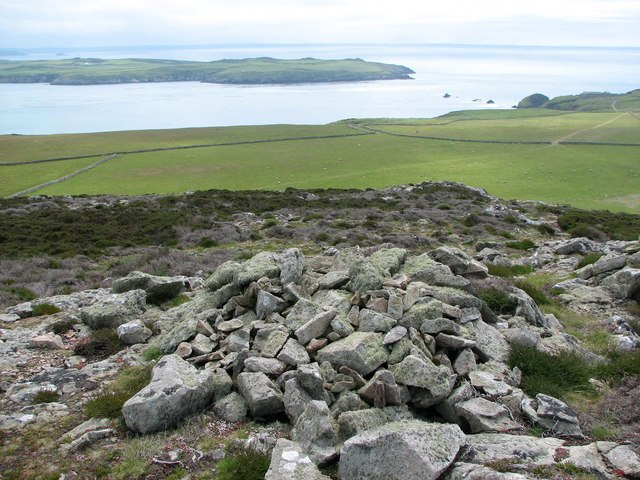
Carnysgubor

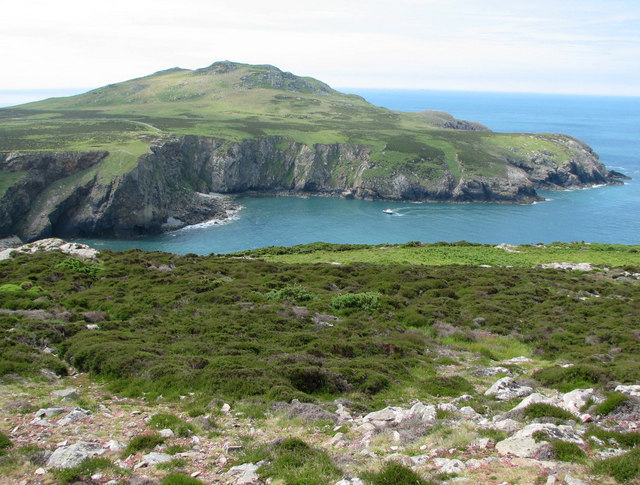
Carnysgubor より南にある Carnllundain（標高136m）の眺望

島には比較的狭い地域に多様な地質が見られ、古生代初期にさかのぼる堆積岩、火山岩、貫入岩（深成岩）より形成される。島の北側の大部分は、テトラグラプタス (Tetragraptus) 泥岩層の泥岩からなる。しかし、その西にある海抜 101メートル (331 ft) の Carnysgubor は、より抵抗性のあるトーナル岩 (microtonalite) の貫入より形成され、そこに隆起している。
対照的に Trwyn-drain-du（北西の岬）とTrwyn-Sion-Owen（北の岬）の間、それに Trwyn Ogof Hen（北東の岬）と Rhod Uchaf（東の湾岸）の間の海岸崖は、堆積岩、雲母の多い Lingula Flags 層 (Lingula Flags Formation) および Ogof Hen 層 (Ogof Hen Formation) の砂岩や泥岩により形成されている。岩石層は大体急角度に傾斜して通常断層がある。
島の中央を北西から南東にわたって、アベル・マウル (Aber Mawr) からザ・ビッチェズ (The Bitches) 周辺にかけて走るのが、アベル・マウル層にあたるアレニグ後期の凝灰岩と「鉛筆スレート」の帯域である。その北側の堆積物との境界が断層となる。

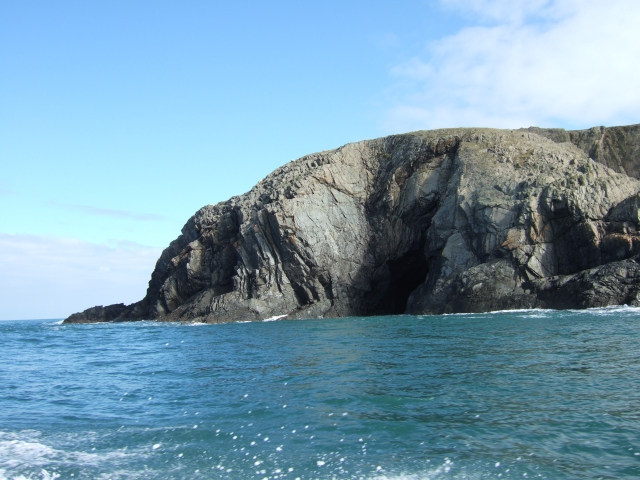
Trwyn-drain-du （北西の岬）
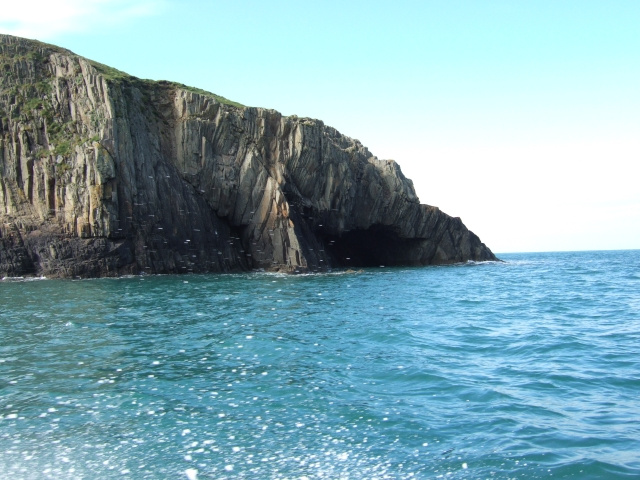
Trwyn Ogof Hen （北東の岬）
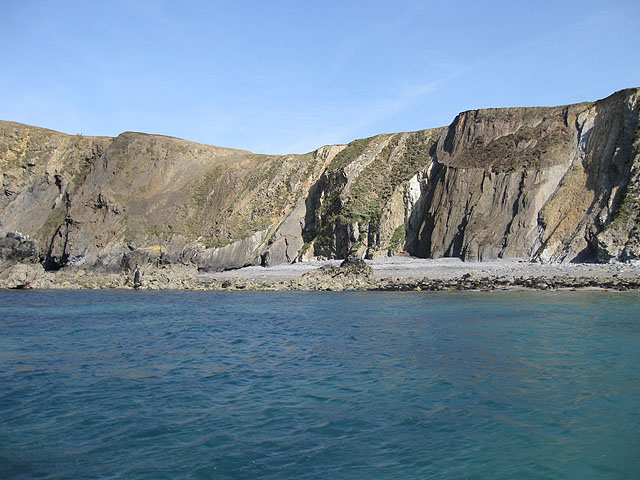
アベル・マウル (Aber Mawr) にある砂浜

島の南側は、その南沿岸沖の小島と同じく流紋岩の貫入が主となる。アベル・マウルから Porth Lleuog にかけて走るラムジー断層の西には、Carn Llundain 層 (Carn Llundain Formation) の頑丈な流紋岩質凝灰岩より形成された Carnllundain がある。これらの凝灰岩は、火山灰の降灰、灰流およびタービダイトの堆積物として生成された。アベル・マウルの入り江の南端の部分は、カンブリア紀岩のソルヴァ層群の一部である Trwyn Llundain 層 (Trwyn Llundain Formation) の泥岩や砂岩により特徴付けられる。

## 歴史

### 遺跡
1990年代半ばの調査で記録された先史時代のケアン（積石塚）やフィールドシステムのほか、2017年より開始された調査により、2018年には青銅器時代の墳丘のほか先史時代の特異的な証拠の発見が示されたことで、約4000年前の居住が認められていた島におけるヒトの営みが、5000年前までさかのぼることが示唆されるようになった。また、中世の遺跡として、聖なる井戸（池）や9世紀の墓地などが認められている。

### 地誌
1082年より島はセント・デイヴィッズ主教の管轄下にあるデウィスランドのカントレヴ (cantref) の一部であった。島は巡礼の地にもなり、St Tyfanog の礼拝堂が1600年代まで存在し、その時代には「崩壊した」と記載されている聖ユスティニアンの礼拝堂もあったと考えられている。

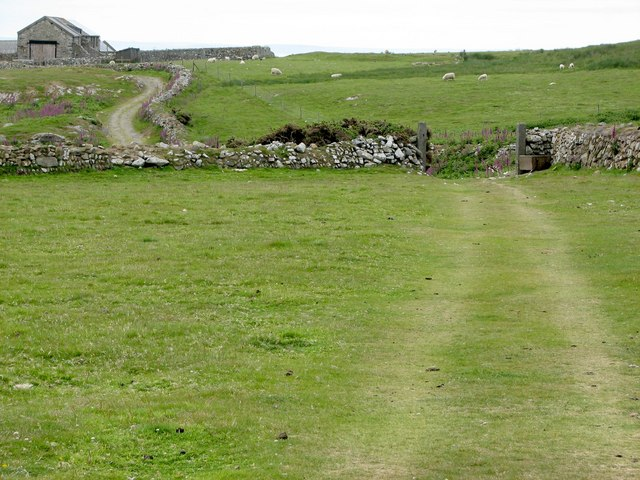
農家への小道

13世紀末（1293年）には、島は肥沃であり、食用牛およびヒツジ、ヤギのほか、コムギ、オオムギ、エンバクを産していると報告されている。14世紀（1326年）には、島内100エーカーの土地に、ウマ、ウシ、ヒツジを飼育していた。また、ヒースなどの土地でウサギを捕え、海鳥の卵も採取されていた。
16世紀（1543-1544年）に、農家および製粉所 (corn mill) や石灰窯が記録されているが、19世紀初頭（1811年頃）には、かつての建物は廃墟となっていた。その後、畜産を含めた農業が20世紀初頭には認められ、製粉や窯も稼働していた。島は1904年までセント・デイヴィッズの主教が所有していたが、1905年に人の手に渡ったことで、教会の所有ではなくなった。19世紀初頭に建てられた新たな農家は、1992年にカドゥ (Cadw) によりイギリス指定建造物2級 (Grade II) に指定されている。

## 自然保護区
1992年より、王立鳥類保護協会（Royal Society for the Protection of Birds; RSPB）が所有・管理するラムジー島には、壮大なバードクリフ（鳥が営巣する崖）や海岸の景観、それにヒースがある。そこに豊富にいる糞虫に誘われた、ベニハシガラスの見られるウェールズにおいて最適な場所の1つとされる。ほかにここで繁殖する鳥類としては、ワタリガラス、ヨーロッパノスリ、ハヤブサ、ハシグロヒタキ、カモメ類、ウミスズメ類、マンクスミズナギドリ、オオハシウミガラス、ウミガラスなどがある。

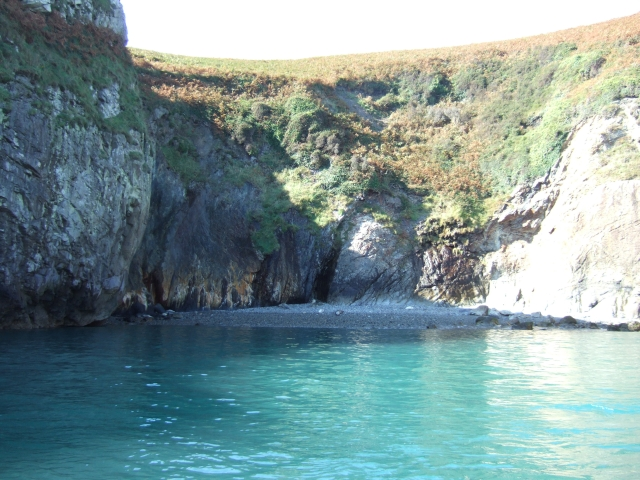
アザラシが観察される Abermyharan beach

ラムジー島には南西ブリテン最大のハイイロアザラシの繁殖コロニーがあり、例年秋（8-11月）に数百頭（500-700頭）のアザラシの子が生まれる。しかし、2017年10月には、ハリケーン・オフィーリアからの嵐により、まだ離島しない120頭のアザラシの子のうち約90頭が死ぬという事態が発生している。
島の常住人口は、島の農家に在住する王立鳥類保護協会 (RSPB) の管理人と管理人補佐の2人の在留者のみであり、そのほかは無人である。観光船が島の周りを航行するほか、サウザンド・アイランズ・エクスペディションズが運営する連絡船が4月1日ないしイースターから10月31日まで本土のセント・ジャスティニアン（セント・デイヴィッズ救命艇基地）より運航している。

## ラムジー海峡

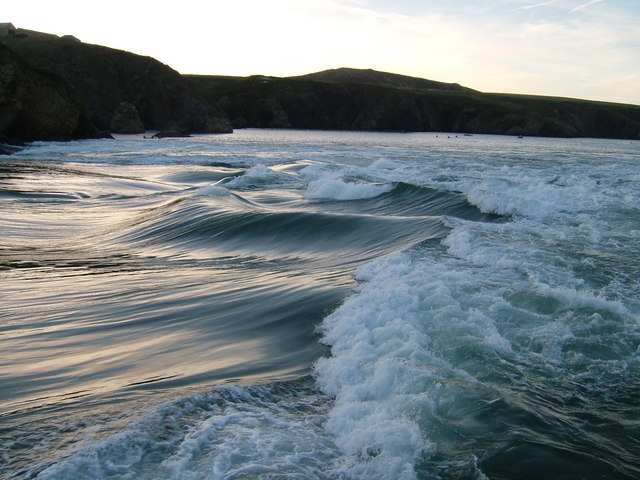
ザ・ビッチェズ

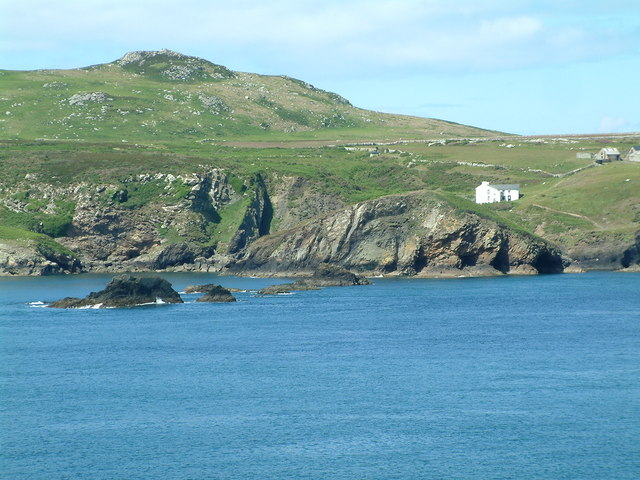
ラムジー海峡 (Ramsey Sound) に位置するザ・ビッチェズ (The Bitches) と農家も見える

島に沿ったラムジー海峡 (Ramsey Sound) の潮位には、顕著な潮汐（ちょうせき）があり、潮汐流（潮波〈しおなみ〉）がザ・ビッチェズに生じる。非対称の潮流は、渦流とともに、北向き（満潮） 3.8 m/s (12.5 ft/s) 、南向き（干潮） 1.9 m/s (6.2 ft/s) になるとされる。海峡の深さはおよそ 66メートル (217 ft) に達するが、干潮時にはホース・ロック (Horse Rock) と呼ばれるタイダル・アイランドが水面から突き出て、その岩の名前は早くも1583年のエリザベス朝の地図に記されている。
2014年には、ラムジー海峡における400kWタービンの潮力発電事業が発表され、2015年12月にセント・デイヴィッズ・ヘッド沖の海底に初めてタービンが設置された。